# Prosotas talesa
Prosotas talesa är en fjärilsart som beskrevs av Tite 1963. Prosotas talesa ingår i släktet Prosotas och familjen juvelvingar. Inga underarter finns listade i Catalogue of Life.